# Талызин, Фёдор Иванович
Фёдор Ива́нович Талы́зин 1-й (1773—1844) — герой Отечественной войны 1812 года, участник Русско-персидской войны, генерал-лейтенант Русской императорской армии. Брат Александра Талызина.

## Биография
Из московских дворян Талызиных. В 1775 году записан рядовым в Преображенский лейб-гвардии полк, в следующем году переписан в Измайловский лейб-гвардии полк. В возрасте 16-ти лет вступил в этот полк в звании сержанта. Прослужил в полку до 18 сентября 1798 года, когда получил чин полковника.
В ноябре 1799 года был произведён в генерал-майоры и назначен шефом Селенгинского 41-го пехотного полка (мушкетерский полк). В августе 1800 года был отправлен в отставку. После возвращения на службу в июле 1801 года исполнял последовательно должности шефа Бутырского мушкетерского полка, Севастопольского мушкетерского полка. С этим полком участвовал в Русско-персидской войне в 1804 году. Отличился во многих сражениях, в октябре 1804 года участвовал в бою с превосходящим по численности персидским отрядом в Абаранском ущелье, был ранен двумя пулями в правую ногу и сабельным ударом в голову. 18 ноября 1804 года вышел в отставку по состоянию здоровья из-за ранения.
С началом Отечественной войны 1812 года в августе 1812 года возглавил 3-й ополченческий егерский полк Московского ополчения, через некоторое время был назначен командиром 3-й дивизии Московского ополчения. В составе ополчения участвовал в Бородинском сражении. Был зачислен в регулярную армию 31 августа командиром 2-й бригады 27-й пехотной дивизии. Принимал участие в сражениях и битвах:
- Бородинское сражение
- Тарутинский бой
- Сражение под Малоярославцем
- Сражение при Лютцене
- Сражение при Бауцене
- Сражение при Дрездене
- Сражение под Лейпцигом
- Сражение при Бриенне
- Сражение при Ла-Ротьере
- Сражение при Монмирале
- Сражение при Краоне
- Сражение при Лаоне
- Взятие Парижа

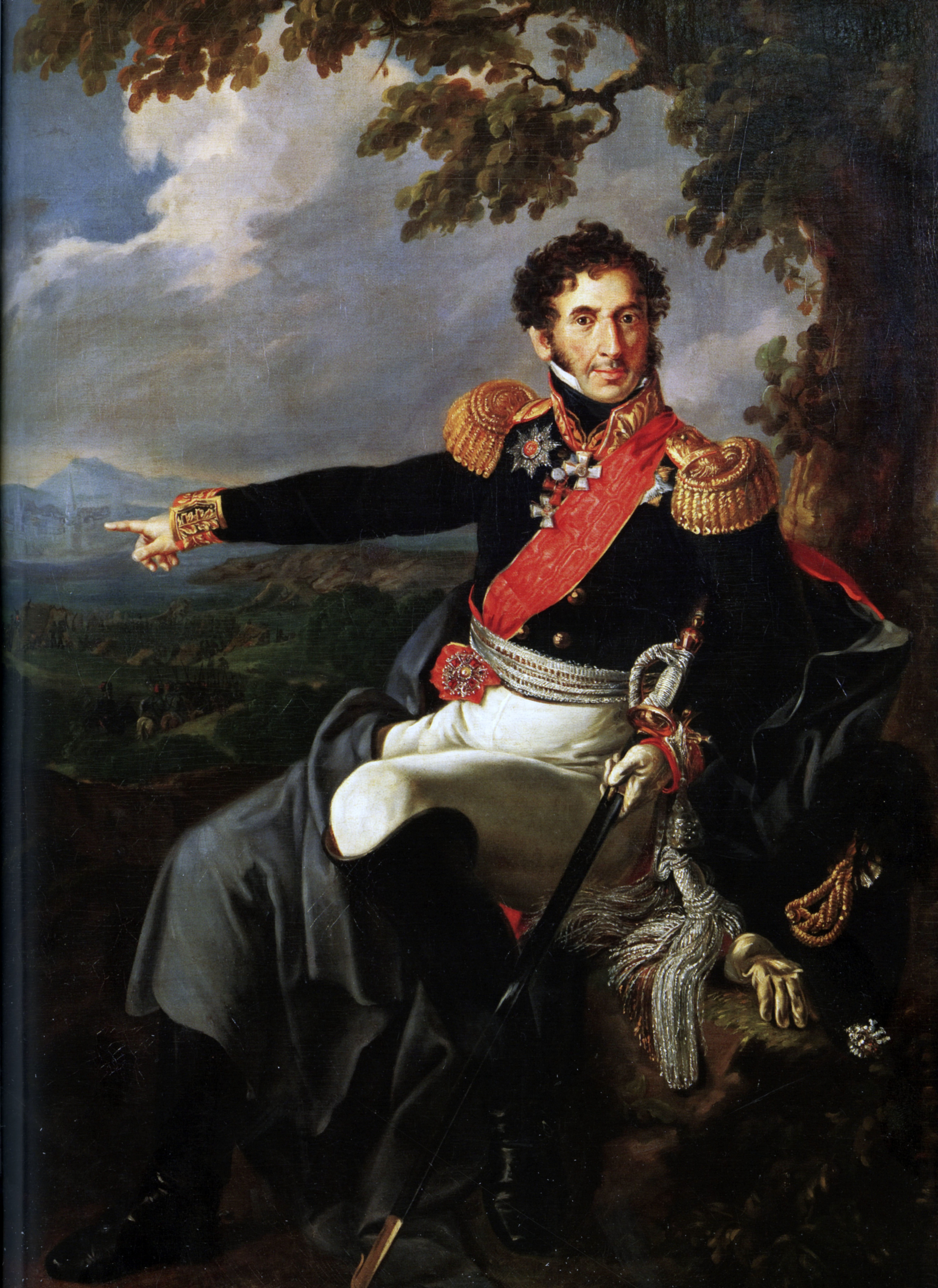
Предположительный портрет Талызина кисти Тропинина

После Плейсвицкого перемирия назначен командовать 27-й пехотной дивизией. За отличие в боях 20 декабря 1813 года удостоен ордена Святого Георгия 3-го класса (20.12.1813 г., № 351) 
В награду за отличное мужество и храбрость, оказанные против французских войск при взятии штурмом батарей в ночь с 19 на 20 декабря.
Во всех сражениях проявлял мужество и героизм, смелость и бесстрашие. В сражении при Монмирале будучи окружён французской кавалерией и гвардией, пробился штыковой контратакой и вывел свою дивизию из окружения.

### После войны
После войны командовал бригадами, а в апреле 1816 года назначен командиром 16-й пехотной дивизии. Командовал 4-й пехотной дивизией, затем 11-й пехотной дивизией. 
27 марта 1820 года произведён в генерал-лейтенанты. 29 января 1827 отдан под суд за оставление ввереной ему дивизии без сдачи дел в установленном порядке и за присвоение 20 тыс. руб. казённых и солдатских денег, а также за неуплату 13 тыс. руб. своих долгов (всего за ним значилось около 500 тыс. руб. долга). В 1828 г. был обвинен в растрате казённых сумм, уволен от занимаемой должности, а в декабре 1828 года решением суда отставлен от службы «без мундира, с запрещением впредь служить».
В 1833 году выдал свою дочь Марию (1808—1843) замуж за генерала Павла Липранди, который начинал карьеру под командованием Талызина. В 1839 году во время смотра войск на Бородинском поле был прощён императором Николаем I, и ему была дана отставка «с мундиром и пенсионом в 3000 рублей в год».
Умер 3 февраля 1844 года, похоронен на кладбище Донского монастыря в Москве.